# 6 Kresowy Batalion Strzelców Pieszych
6 Kresowy Batalion Strzelców Pieszych – pododdział piechoty 2 Brygady Strzelców Pieszych Polskich Sił Zbrojnych.

## Formowanie i zmiany organizacyjne
Formowanie rozpoczęto w Szkocji lutym 1945. Zdolność bojową miał osiągnąć do 1 czerwca 1945. W walkach na froncie nie wziął udziału. Oficerowie wywodzili się z I Korpusu Polskiego oraz 6 kresowego pułku strzelców pieszych z 2 Dywizji Strzelców Pieszych przybyłych z internowania w Szwajcarii. Żołnierze w ok. 80% z armii niemieckiej lub organizacji Todta, do których to wcześniej zostali przymusowo wcieleni.
Stacjonowała pierwotnie w Banchory, a następnie w Huntly. Kultywował tradycje 6 Kresowego pułku strzelców pieszych Wojska Polskiego we Francji.

## Obsada personalna
Organizacja i obsada personalna:
- dowódca batalionu – mjr/ppłk Władysław Czoch
- zastępca dowódcy batalionu – mjr Bogdan Stefan Łożyński[2]
- adiutant batalionu - kpt. Roman Zub
- dowódca kompanii dowodzenia – por. Władysław Nędzowski
- dowódca kompanii broni wsparcia – kpt. Stefan Szołowski
- dowódca 1 kompanii – por. Kazimierz Rogowski
- dowódca 2 kompanii – por. Kazimierz Kręcicki
- dowódca 3 kompanii – por. Stanisław Koszałka
- dowódca 4 kompanii – por. Klemens Oleszczuk

## Znaki rozpoznawcze
- Patki: granatowe z seledynową żyłką[1]
- Otoki: granatowe[1]
- Znaki na wozach: [1]